# Línia evolutiva de Weedle
Aquesta línia evolutiva de Pokémon inclou Weedle, Kakuna i Beedrill.

## Weedle
Weedle és una de les espècies que apareixen a la franquícia Pokémon, una sèrie de videojocs, anime, mangues, llibres, cartes col·leccionables i altres mitjans que va ser inventada per Satoshi Tajiri i ha generat milers de milions de dòlars en beneficis per a Nintendo i Game Freak. És juntament amb Caterpie un dels Pokémon que evoluciona en un nivell més baix, convertint-se en Kakuna en arribar al nivell 7. En el joc Pokémon Go es necessiten 12 caramels de Weedle per evolucionar-lo.

### Etimologia
El nom Weedle és una mescla dels mots anglesos worm ('cuc') i needle ('agulla').

### Morfologia
Weedle és una eruga que s'alimenta de fulles per preparar la seva evolució. Aquest Pokémon té un sentit de l'olfacte extremadament desenvolupat, i és capaç de distingir les fulles bones de les amargues simplement olorant-les amb el seu nas vermell. Weedle té un parell de punxes, una al cap i una a la cua, que segreguen verí i que utilitza per defensar-se dels predadors.

### En els videojocs
Depenent de l'edició que s'estigui jugant, Weedle pot ésser capturat a diferents llocs, que són el Viridian Forest, la Ruta 25, el National Park i l'Ilex Forest. En algunes edicions com Pokémon Blau, Safir i Rubí, Weedle no pot ésser capturat i només se'l pot aconseguir intercanviant-lo de Pokémon Vermell, en el primer cas, i de Pokémon LeafGreen o Pokémon FireRed en els altres dos.
Weedle és vulnerable als atacs de foc, voladors, de roca i psíquics, mentre que és resistent contra els de planta, lluita i bestiola.

### A l'anime
Malgrat que és un Pokémon molt comú a l'anime i són freqüents les seves aparicions, normalment indicant la proximitat de Beedrill, Weedle no ha tingut un paper gaire important en la sèrie.
La primera aparició de Weedle és quan Ash Ketchum se'n troba uns quants al Viridian Forest, a l'inici de la seva aventura Pokémon. Més tard, n'apareix un al Concurs de Captura de Bestioles del National Park.

### Aspectes culturals
Stentorceps weedlei, una espècie de vespa de Botswana i Madagascar, fou anomenada en honor de Weedle.

## Kakuna
Kakuna és una de les espècies que apareixen a la franquícia Pokémon, una sèrie de videojocs, anime, mangues, llibres, cartes col·leccionables i altres mitjans que va ser inventada per Satoshi Tajiri i ha generat milers de milions de dòlars en beneficis per a Nintendo i Game Freak. És la forma evolucionada del Weedle, però malgrat ser un capoll, no evoluciona a papallona, sinó en la vespa Beedrill.

### Etimologia
El nom Kakuna és una variació del mot anglès cocoon ('capoll').

### Morfologia
Kakuna és l'estat de crisàlide de la línia Beedrill. La totalitat del seu cos (excepte el parell d'ulls negres) està cobert per una closca groga que s'endureix per a protegir el seu cos tou. Dins la closca, està enfeinat preparant-se per evolucionar en la seva forma adulta. Aquest procés allibera grans quantitats d'energia, fent que la closca sigui bastant calenta al tacte. En estat salvatge, els Kakuna es troben normalment en arbres o a prop seu i, com que la seva capacitat motriu és extremament reduïda, pot semblar mort. Acostar-se incautament a un Kakuna en aquest estat seria molt insensat, car és capaç d'estendre la punta de la seva punxa verinosa per protegir-se de les amenaces.

### En els videojocs
Es pot trobar Kakuna a Kanto i a Johto, en llocs com el Viridian Forest, la Ruta 25, el National Park i l'Ilex Forest.
Igual que Metapod, és una fase intermèdia que evoluciona ràpidament en la seva forma final. També com Metapod, els Kakuna capturats en estat salvatge només coneixen el moviment "Fortalesa", però els que han estat evolucionats de Weedle recordaran també "Picada verinosa" i "Fil de seda".
Kakuna és vulnerable a atacs de tipus foc, volador, psíquic, i roca, i fort contra Pokémon de tipus herba.
El líder de Gimnàs de Johto Bugsy utilitza un Kakuna de nivell 14 al seu equip.
Kakuna també apareix al joc de Nintendo 64 Pokémon Snap, penjant del sostre d'una de les cambres del circuit del túnel. Alguns Kakuna baixen enganxats amb seda quan explota un Electrode, permetent que el jugador en prengui fotos.

### A l'anime
Kakuna aparegué per primera vegada a Pokémon quan n'Ash Ketchum viatjava pel Viridian Forest. Des d'aleshores, han aparegut diverses vegades. Un gag en la sèrie presenta algun personatge o personatges que topen contra arbres, provocant que Weedle, Kakuna i eventualment Beedrill els ataquin.

## Beedrill
Beedrill és una de les espècies que apareixen a la franquícia Pokémon, una sèrie de videojocs, anime, mangues, llibres, cartes col·leccionables i altres mitjans que va ser inventada per Satoshi Tajiri i ha generat milers de milions de dòlars en beneficis per a Nintendo i Game Freak. És la forma final de la línia evolutiva de Weedle i Kakuna, les seves formes d'eruga i crisàlide, respectivament.

### Etimologia
El nom Beedrill és una mescla dels mots anglesos bee ('abella') i drill ('perforadora').

### Morfologia
Beedrill sembla una vespa enorme (probablement està inspirat per la vespa gegant asiàtica (Vespa mandarinia), que es troba al Japó) amb quatre potes (en lloc de sis com les vespes reals). Té un parell de punxons grossos i afilats a la punta de les seves potes davanteres, i un abdomen amb ratlles negres i grogues i un punxó encara més gran, que deixa anar el seu verí més potent.
Se sap que els Beedrill recullen pol·len que els Teddiursa fan servir per a fer mel.
Ningú que doni valor a sa vida s'hauria d'acostar a un rusc de Beedrill, car aquests Pokémon són extremament territorials. Si se'ls enfurisma, atacaran furiosament en eixam, i utilitzaran amb tota seguretat els seus punxons i el verí que guarden als abdòmens.

### En els videojocs
Normalment és difícil trobar Beedrill salvatges, car només es troben en alguns llocs de la regió de Johto. Altrament, per obtenir un Beedrill cal evolucionar un Kakuna. A Pokémon XD, se'n pot prendre un d'un entrenador criminal. És un dels pocs Pokémon que arriba a la seva forma evolucionada final ja al nivell 10, i se'l sol usar en equips al principi del joc per la seva potència d'atac. En el joc Pokémon Go es necessiten 50 caramels de Weedle per evolucionar-lo a partir d'un Kakuna.
Com a Pokémon de tipus bestiola i verí que és, Beedrill és dèbil contra atacs de tipus foc, volador, psíquics i rocosos, alhora que és resistent als atacs de lluita o de tipus planta.
Té una defensa i un atac especial bastant febles i, a causa del seu tipus doble, és dèbil contra molts tipus de Pokémon, per la qual cosa no sol durar molt en combat. Nogensmenys, té un alt nivell d'atac, defensa especial i velocitat. Usat correctament, pot atacar durament i ràpida amb moviments físics com ara Doble Atac, Demolició, Cop Aeri o Bomba Fang.
Beedrill també apareix al joc de Super Smash Bros. (Nintendo 64), sortint a vegades de Poké Balls i convocant un eixam d'altres Beedrill per atacar l'enemic.

### A l'anime
Beedrill feu la seva primera aparició a Pokémon al Viridian Forest. Un eixam de Beedrill va aterroritzar Ash Ketchum, arribant a segrestar el seu Metapod. Finalment, foren derrotats quan el Metapod evolucionà en Butterfree i utilitzà el seu atac Somnífer. De tant en tant, apareixen Beedrill que ataquen els personatges principals o el Team Rocket.
A la Lliga Pokémon de l'Indigo Plateau, Ash va haver de combatre una oponent que posseïa un Beedrill ben entrenat, però el seu Bulbasaur el derrotà sense gaire problemes.
Durant el Concurs de Captura de Bestioles al National Park, Ash capturà un Beedrill, que li va servir per a aconseguir el trofeu, i el premi d'una Pedra Solar. Al final de l'episodi, tanmateix, regalà aquest Pokémon a la seva amiga Casey, que col·lecciona Pokémon de color groc i negre.